# Avenue Paul-Adam
L'avenue Paul-Adam est une voie du 17e arrondissement de Paris, en France.

## Situation et accès
L'avenue Paul-Adam est une voie située dans le 17e arrondissement de Paris. Elle débute au 148, boulevard Berthier et 5, rue de Senlis et se termine au 216, rue de Courcelles et 9, avenue Émile-et-Armand-Massard.

## Origine du nom
Cette rue doit son nom à l'écrivain et critique d'art français Paul Adam (1862-1920).

## Historique
La voie a été ouverte et a pris sa dénomination actuelle en 1932 sur l'emplacement du bastion no 47 de l'enceinte de Thiers.